# 塞尔希奥·桑切斯·奥特加
沙治奧·山齊士·奥特加（西班牙語：Sergio Sánchez Ortega，1986年4月3日—），西班牙足球運動員，目前效力西乙球隊卡迪斯，司職右或中後衛。

## 榮譽
愛斯賓奴
- 西班牙國王盃：2005–06賽季

西維爾
- 西班牙國王盃：2009–10賽季

## 外部連結
- 馬拉加官方檔案 （英文）
- BDFutbol檔案 （页面存档备份，存于） （英文）
- Sergio Sánchez – FIFA國際賽競賽紀錄 (存檔) （英文）
- Transfermarkt檔案 （页面存档备份，存于） （英文）